# SIG Sauer P290
A Sig Sauer P290 é uma pistola compacta com corpo de polímero que foi produzida de 2011 a 2017 pela SIG Sauer de Exeter, New Hampshire. Foi substituído pela SIG Sauer P365.

## Características
A P290 é produzida para o calibre 9×19mm Parabellum (9mm Luger, 9mm NATO). O slide é de aço inoxidável tratado com Nitron, fazendo com que pareça preto. O slide desliza sobre uma estrutura de aço inoxidável, que fica sobre um encaixe da empunhadura de polímero (ou estrutura). A P290 não é um design modular e vem em apenas um calibre e tamanho de corpo. A P290 vem com um carregador de seis cartuchos e outro de oito cartuchos com placa de base estendida. O compartimento de seis cartuchos possui uma placa de base com um pequeno apoio para os dedos e também vem com uma placa de base encaixada sem o apoio para os dedos.
As miras são noturnas iluminadas com trítio e uma mira a laser proprietária opcional. A mira apresenta dois pontos na parte traseira e um na frente. As pistolas da Sig Sauer possuem miras "de combate". 
As unidades vêm com um coldre, trava de segurança, carregadores e placa de base plana. A empunhadura possui painéis intercambiáveis para alterar a aparência. O gatilho da P290 é um gatilho de ação dupla (DAO) que aciona o cão para disparar o cartucho.

## A P290RS
O modelo P290 foi substituído por um novo modelo em 2012 o SIG Sauer P290RS. A principal diferença é que o gatilho DAO foi redesenhado. O atirador agora pode simplesmente puxar o gatilho uma segunda vez, se houver uma falha de ignição. Isso é chamado de "Restrike Capability". Antes do redesenho, uma falha de ignição exigia que o atirador retraísse o slide para resetar a trava de gatilho para tentar disparar um cartucho que não conseguiu na primeira tentativa.
Alguns outros elementos foram reprojetados também, incluindo a área base da empunhadura, com um suporte adicional para os dedos na placa de base do carregador, uma liberação remodelada do carregador e uma alavanca para travar o slide aberto.
Essas pistolas podem ser encontradas com um ou dois carregadores, coldre, acessórios e, às vezes, painéis de empunhadura extras. Os carregadores incluídos são: um com capacidade para 6 munições e outro para 8 munições com uma aba estendida para os dedos, oferecendo muito mais controle. O P290RS também foi fabricado com câmaras no calibre .380 ACP.